# Gegants de Santa Maria del Mar
Els Gegants de Santa Maria del Mar de Barcelona, al Barcelonès, són uns gegants històrics de la ciutat documentats des del segle xv i pertanyents a la Basílica de Santa Maria del Mar. Representen el rei Salomó i la reina de Saba.
Els Gegants de Santa Maria del Mar, històricament portats pels bastaixos del Port de Barcelona, van prendre part en les processons i festivitats de la ciutat més importants al llarg dels segles, fins a la seva desaparició al voltant de la Guerra Civil Espanyola, tot i que es manté la creença que no es van cremar a causa de la guerra, ja que no es trobaven dins la Basílica.

## De sant Cristòfol al rei Salomó i la reina de Saba (s. XV)
Quan parlem dels gegants de Santa Maria del Mar ens ve al cap la imatge dels majestuosos rei Salomó i reina de Saba, una imatge que les figures gegantines de la mal anomenada Catedral del Mar o catedral de la Ribera, van adoptar d'ençà del 1875, quan amb la voluntat de recuperar la brillantor dels gegants la comunitat d'aleshores executà una renovació exòtica que ha arribat, en certa manera, fins als nostres temps. Tanmateix, el relat del llegat geganter de la basílica de Santa Maria del Mar s'inicia justament en el començament de la història dels gegants al nostre país, l'any 1424. No és pas d'estranyar que la representació dels gegants hagi anat canviant al llarg dels segles, de manera que les figures de Santa Maria han patit l'evolució històrica i la seva imatge ha anat canviant segons l'època i el desig dels seus promotors.
La tradició dels gegants a Santa Maria del Mar, estretament lligada amb la història dels gegants de la Ciutat de Barcelona en coincidir històricament en el temps, se situa en el context de la processó i festivitat del Corpus Christi quan es documenten en el segle xv les primeres referències d'uns gegants en la processó d'aquesta solemnitat. En un inici, la basílica del barri de la Ribera gaudia d'un gegantí personatge que personificava Sant Cristòfol. Aquest fet s'emmiralla en els orígens dels gegants, quan l'església comença a introduir en les seves festes representacions bíbliques que puguin servir per fer pedagogia a una població analfabeta. Dins de l'Església catòlica, l'advocació de Sant Cristòfol com a sant és incerta, tot i que la seva veneració a la Ciutat Comtal va afermar-se amb rellevància malgrat uns comernçaments confusos i llegendaris. És en la processó de 1424 quan, segons recull el testimoni del Llibre de les Solemnitats de Barcelona, dipositat actualment a l'Arxiu Històric barceloní, apareix ''Sanct Xpistoffol ab l'infant Jhs. al coll'' com a entremès propi de la majordomia de Santa Maria del Mar, junt amb la Víbria i els Cavallets Cotoners, avui dia recuperats per diferents associacions de cultura popular.
Amb el temps, Sant Cristòfol, que comptava amb tants devots a la ciutat de Barcelona, va deixar d'exhibir-se en la seva forma més corpulenta i va passar a ocupar capelles i alguns indrets de les llars particulars dels barcelonins per seguir amb la seva adoració d'una manera més íntima. Tot i que buides actualment, trobem a Barcelona diverses capelles vinculades a Sant Cristòfol en llocs com el carrer de l’Arc de Sant Cristòfol, carrer d’en Boquer, La Rambla i el carrer de Siloé. També es coneix la Capella de Sant Cristòfol de la Casa dels Velers, però la capella més completa la trobem al carrer del Regomir.
El gegant de Santa Maria evolucionaria com altres que anaren apareixent per evocar diversos personatges, en aquest cas, de nobles guerrers, i incorporant al costat de la figura masculina, la geganta o gegantessa, que vestirà sovint a la moda de l'època. Tot i les constants transformacions de les vestimentes, la parella de gegants de Santa Maria del Mar manté uns trets característics que s'han mantingut al llarg dels segles: el gegant llu distintivament una barba frondosa i la geganta porta a la mà un galà vano de plomes.
Tot i els alts i baixos soferts en el temps, la història dels gegants de Santa Maria del Mar continua ben viva en l'actualitat. Ara que llueixen amb esplendor la seva representació de reis jueus, continuen desfilant pels carrers de Barcelona tot fent memòria del seu relat lligat a les festes i cerimònies de la ciutat i a la parròquia de Santa Maria del Mar, sent una de les tres parelles històriques que ocupen posició en el Seguici Popular. Els gegants santamariers, malgrat la seva pèrdua en la Guerra Civil Espanyola, han sobreviscut a gairebé sis segles d'història i han esdevingut figures destacades del panorama geganter barceloní gràcies al renom i importància de la basílica de Santa Maria del Mar, puix cal recordar que és la primera parròquia que vincula uns gegants al seu domini i que és la primera a celebrar una processó de corpus independent a la general de la Catedral quan el papa Pau III concedeix la facultat de celebrar la festa en el diumenge d'octava, un fet insòlit mai vist fins llavors. D'aquesta manera, de la primitiva imatge de Sant Cristòfol, el gegant de Santa Maria del Mar ha sigut representant en diverses maneres, com a guerrer i com a noble, fins a l'aparença que avui llueix com a rei Salomó, ballant al costat de la seva companya la reina de Saba.

## De Faó, Safó Salomó i Saba (s.XIX - XX)
Més enllà de la primera referència a un gegant vinculat a la parròquia de Santa Maria del Mar de Barcelona, sabem que cap als volts del 1582, segons consta en els llibres històrics, quan apareix la figura de la geganta, el gegant deixa de representar Sant Cristòfol, i passen a ser el Gegant i la Geganta, un fenomen que és compartit amb altres parelles de gegants d'arreu del territori que venen a representar figures de guerrers i dames d'època. Per la diferent documentació trobada en la recerca de la història enigmàtica d'aquests gegants podem confirmar la notable importància d'aquests gegantins entremesos en la vida sociocultural de la societat barcelonina. Sent durant anys l'única i primera parella de gegants d'una parròquia eclesiàstica, els gegants participaren en celebracions i solemnitats de caràcter important, com és, a tall d'exemple, la rebuda de reis espanyols a la ciutat de Barcelona. Cal recordar que és a l’any 1540 quan el papa Pau III concedeix a la parròquia de Santa Maria del Mar la facultat de celebrar de manera independent la processó del Corpus Christi el diumenge d’octava de la festa, cosa que acreix la consideració de la basílica i dels seus gegants, puix són un dels personatges més esperats en la processó.
Malauradament, els segles XVI i XVII constitueixen un espai temporal misteriós pel que fa a la història dels gegants, ja que la desaparició d'escrits i referents -especialment, quan Santa Maria del Mar és cremada pels atacs anarquistes i la Guerra Civil a les primeres del segle XX-, deixa en el silenci la sort d'aquestes figures. Tanmateix, sabem amb claredat que els gegants formaren part dels festejos de la canonització de Sant Ramon de Penyafort el 1601 i que el 1623 participaren en la beatificació de la feligresa santa Maria de Cervelló a Santa Maria de Mar. Del segle xviii, hi ha ben poca cosa trobada; els diaris parlen que els gegants van vestir al vell estil espanyol i després ens trobem amb la prohibició de fer ballar la imatgeria festiva per ordre del decret reial de Carles III, que considerava els gegants i les bèsties massa grotescos i allunyats del caire religiós que havien de tenir les processons. La restricció va durar gairebé dues dècades, i tot just en la primera sortida dels gegants després d’anys sense ballar, el gegant de Santa Maria va caure de manera fatal, hevent de requerir una important reparació.
És en el segle xix, quan l'inici de la història contemporània dels gegants de Santa Maria del Mar es veu més reflectida en la premsa de l'època i això permet conèixer el recorregut d'aquestes emblemàtiques figures. Els gegants participen notablement en les diferents celebracions que es duen a terme a la ciutat: les trobem en les festes de beatificació de sant Josep Oriol l'any 1807, prenen part de diferents processons dels antics pobles de Barcelona, l'any 1902 són una de les parelles participants en el popular i conegut 'Concurs de gegants, nans i monstres típics' de les Festes de la Mercè i el 1923 participen en el quart centenari de la Confraria de la Minerva de Santa Maria del Mar, fins al 1936, data en què es pot fixar la pèrdua del rastre d'aquests gegants. Així podem anomenar diversos actes celebrats a Barcelona, que gràcies als diaris i als escrits de l'època ens han permès reescriure, en certa manera, l'activitat dels gegants durant aquells anys. Fins i tot, i ja com a rei Salomó i reina de Saba, els gegants de Santa Maria del Mar van gaudir de nou d'una important revifada de significació i estimació per part de la ciutadania durant aquestes dècades, essent la seva sortida una preuada consideració, ja que van arribar a substituir en alguna ocasió als gegants municipals de l'ajuntament, com quan el 1904 gegants i trampes de Santa Maria del Mar prengueren part en la processó general del Corpus de la Catedral de Barcelona en substitució dels del comú, un fet que indica la rellevància d'aquests gegants.
Malgrat la contínua esplendor de la rica imatge dels gegants, no sempre ha estat possible que gegant i geganta lluïssin amb les millors gales per la falta de recursos i els habituals accidents: un exemple d'aquestes mancances es pot documentar l'any 1803 quan es difonen uns versos impresos suplicant a la Junta d'Obra de Santa Maria del Mar que arreglessin els gegants, que apareixien amb uns vestits massa usats que desdeien de la pulcritud dels entremesos. L'any següent la junta d'obrers complia la promesa d'arreglar-los i els gegants estrenaven noves teles per tornar a lluir amb elegància pels carrers de la ciutat. Els infinits giravolts dels geganters, les apostes de qui aguantava més sota les figures durant les processons o les constants caigudes pel mal portar, van fer que la junta d'obres veiés com la caixa de diners quedava reduïda durant el segle xix en haver de resoldre les reparacions i canvis de vestits habituals. El gegant seguiria la seva imatge de mascle airat amb barba frondosa i la geganta vestiria seguint la moda de l'època, i no és fins a l'any 1864 quan pateixen un canvi distingit, ja que comencen a vestir de Faó i Safó.
El 1875 és un any important en la història contemporània dels gegants. En el marc de la festivitat del Corpus Christi, la parròquia de Santa Maria del Mar presenta els nous gegants després d'un gran debat i d'una acurada tasca per dotar la basílica d'uns nous gegants. Amb la direcció de Francesc Soler i Rovirosa, un dels més prestigiosos escenògrafs de Catalunya, es van construir les noves escultures a càrrec de l'artista Medard Sanmartí, que va fer realitat la nova parella de gegants de Santa Maria i els quals van ser exuberantment abillats amb magnífics dissenys i confeccions del mateix senyor Soler i Rovirosa com a rei Salomó i reina de Saba.
Tot i que les darreres passes de les figures originals del segle xix es troba als anys 30 del següent segle, la seva desaparició és un misteri sense resoldre. Sigui com sigui, Santa Maria del Mar complirà ben aviat de sis segles de tradició gegantera i la tradició dels seus gegant és ben viva.

## Els gegants avui
Els gegants actuals de Santa Maria del Mar naixen d'un projecte de la Colla Gegantera del Casc Antic de Barcelona per tal de recuperar aquesta parella de gegants històrics de la ciutat. Així doncs, l'any 2002 s'estrenà l'actual versió dels Gegants de Santa Maria del Mar, obra del constructor Toni Mujal de Cardona, que es va basar en les fotografies conservades dels gegants originals i el projecte original del 1875 de l'escenògraf Soler i Rovirosa.
Durant el 2017, els gegants actuals patirenper acostar-los al projecte original que havia fet Francesc Soler i Rovirosa. Però no és fins al 2022, que els gegants pateixen un últim canvi definitiu, a mans de l'artesà navarrès Aitor Calleja, encarregat de fer els braços i mans noves, així com de la restauració integral de les cares. També va ser l'encarregat de fer el ceptre nou del gegant. La joieria va anar càrrec de les artesanes dels Taller Lacedemon de Caravaca de la Cruz.
La colla gegantera del Casc Antic, sota la direcció d'Abel Plana, ha fet que Barcelona tingui uns gegants del segle xix al segle XXI. Formen part del Seguici Popular de la Ciutat de Barcelona.